# Vracovice (Boemia centrale)
Vracovice è un comune della Repubblica Ceca facente parte del distretto di Benešov, in Boemia Centrale.